# Strömungssichtbarmachung

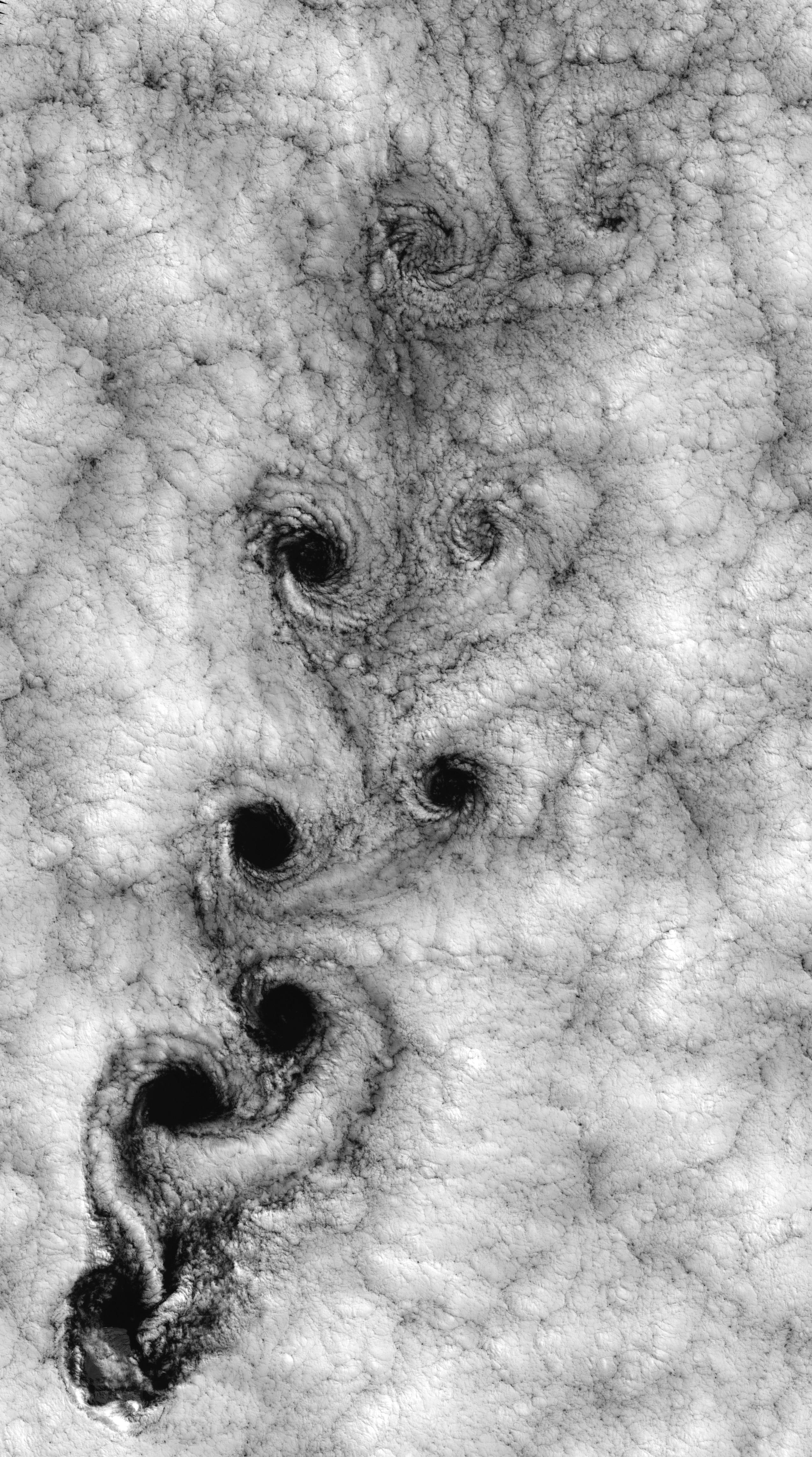
Kármánsche Wirbelstraße auf einer Satellitenaufnahme der Juan-Fernández-Inseln

Die Strömungssichtbarmachung (auch: Strömungsvisualisierung) ist ein in den Ingenieur-Wissenschaften übliches experimentelles Verfahren, um Strömungsvorgänge zu visualisieren. In der Natur sind Strömungsvorgänge manchmal ebenfalls sichtbar, wie beispielsweise die Kármánsche Wirbelstraße.

## Geschichte
Eines der bekanntesten Beispiele von sichtbar gemachten Vorgängen in der Strömungsmechanik sind die Versuche von Osborne Reynolds, der den nach ihm benannten universellen Zusammenhang von Strömungsgeschwindigkeit, einer charakteristischen Länge und der Viskosität als universellen Zusammenhang postulierte, der Reynolds-Zahl. Reynolds machte mit einem Versuch, bei dem Farbe in eine Wasserströmung eingeleitet wurde, die Unterschiede zwischen laminarer und turbulenter Strömung sichtbar und führte diesen Effekt auf das Verhältnis von geometrischer Abmessung, Geschwindigkeit und Viskosität des Wassers zurück.

## Experimentelle Strömungssichtbarmachung vs numerische Strömungsmechanik
Die klassische Strömungssichtbarmachung ist seit einigen Jahren in eine starke Konkurrenz zu numerischen Verfahren gekommen, bei denen Strömungsvorgänge mittels der Finite-Elemente-Methode (FEM) simuliert werden. Die Ergebnisse von FEM-Simulationen lassen sich bildhaft darstellen und können ebenfalls als Strömungssichtbarmachung bezeichnet werden.

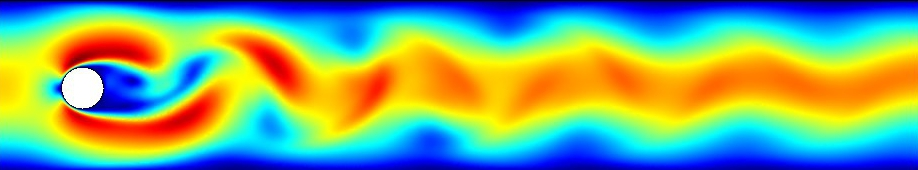
Sichtbarmachung der periodischen Strömungsablösung hinter einem umströmten Kreiszylinder mittels numerischer Simulation.

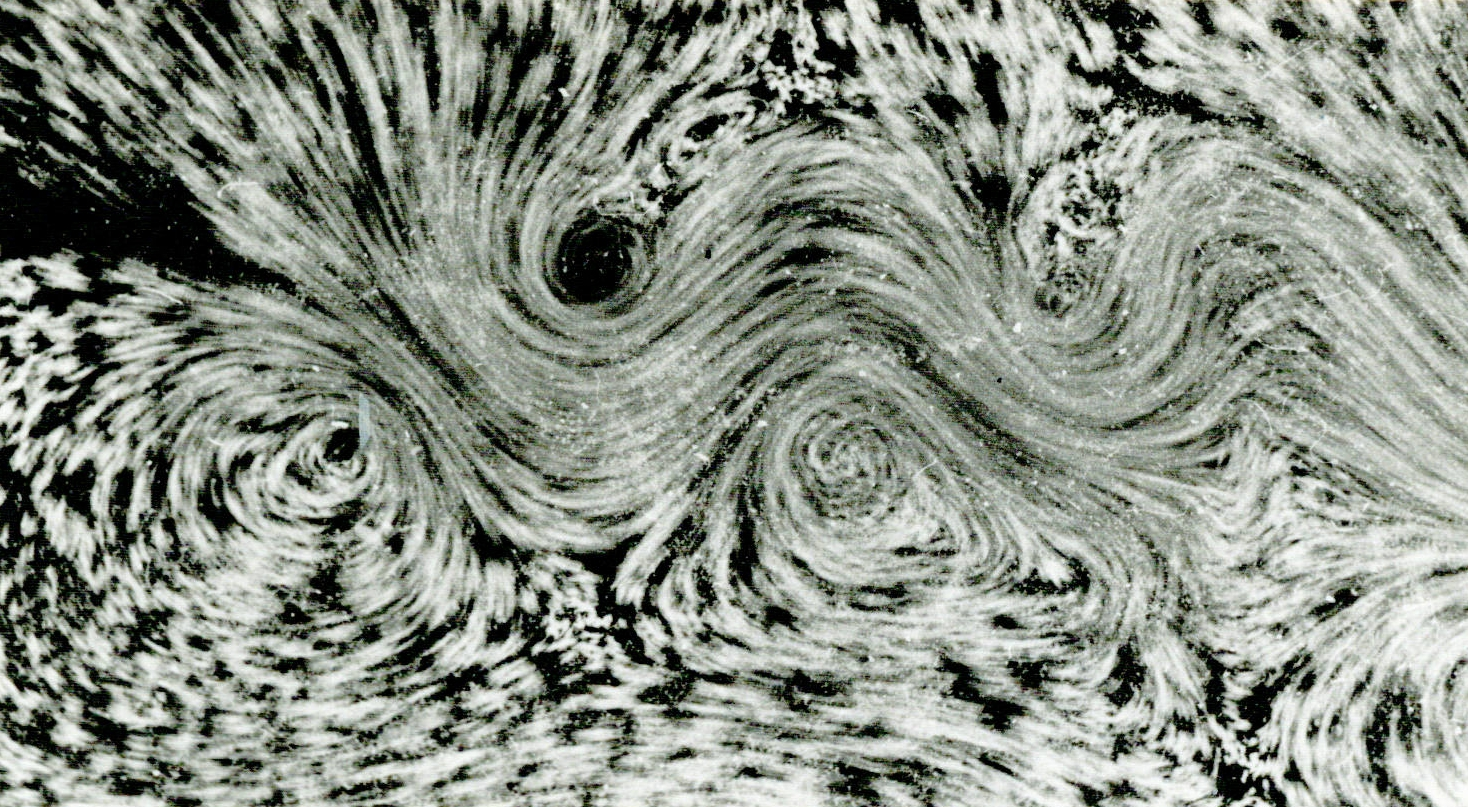
Experimentelle Sichtbarmachung der Karmanschen Wirbelstraße, erzeugt durch einen durch ruhende Flüssigkeit gezogenen Zylinder.

Als Vorteil der experimentellen Strömungssichtbarmachung im Vergleich zu numerischen kann das schnell und intuitiv zu erfassende Ergebnis gesehen werden. Änderungen an Parametern wie Modellgröße oder Strömungsgeschwindigkeit lassen sich in der Regel ohne Zeitverzug beobachten und interpretieren. Allerdings verlangt die experimentelle Strömungssichtbarmachung einen relativ großen apparativen Aufwand, der in der Regel aus einem Windkanal, dem zu betrachtenden Modell und der jeweils eingesetzten Methode zu Sichtbarmachung besteht. Das Ergebnis so einer Strömungssichtbarmachung muss noch geeignet fotografisch dokumentiert werden. Bei der experimentellen Sichtbarmachung von Strömungsvorgängen muss darauf geachtet werden, dass das gewählte Verfahren nicht selbst die Strömung beeinflusst bez. diese Beeinflussung muss so gering wie möglich gewählt werden.
Der Vorteil der numerischen Simulation von Strömungsvorgängen besteht in der Möglichkeit, auch sehr komplexe Geometrien beispielsweise kompletter Flugzeuge zu simulieren. Die Ergebnisse einer numerischen Strömungssimulation lassen sich in vielfältiger Weise auswerten, es können sowohl Vorgänge auf der Oberfläche eines umströmten Körpers wie auch stromab davon betrachtet werden. Darüber hinaus lässt sich die Strömungssimulation mit anderen numerischen Verfahren wie Aeroakustischen oder Aeroelastischen Verfahren kombinieren, was eine Vielfalt weiteren Erkenntnissen ermöglicht. Die Qualität und die Kosten einer numerischen Strömungssimulation ist abhängig von der verwendeten Verfahren und der Auflösung der Geometrie in die einzelnen Gitterelemente sowie der verwendeten Modellierung der Strömung.

## Experimentelle Verfahren
Für die verschiedenen Fluide (Wasser, Luft, andere Flüssigkeiten oder Gase) gibt es verschiedene Verfahren, um Strömungsphänome sichtbar zu machen. Zu den Verfahren zählen das Einleiten von zusätzlichen Stoffen (Farbe/Luftbläschen/Dampf) wie auch das Aufbringen von Farbe oder dünnen Fäden auf die Oberfläche eines umströmten Objekts, beispielsweise einem Tragflügel.

### Dampf in Luftströmungen
Die Einleitung von Dampf ist eine gut geeignete Methode, um Strömungsvorgänge sichtbar zu machen. Diese Methode ist auf kleinere Strömungsgeschwindigkeiten beschränkt – steigt die Geschwindigkeit zu sehr an, können sich keine definierten Bereiche mit Dampf in der Strömung halten und es erfolgt eine Durchmischung mit der Umgebung. Als Dampf lässt sich sowohl Wasserdampf als auch verdampftes Öl verwenden, bei letzterem muss die Gesundheitsgefährdung durch das verwendete Öl beachtet werden.
Die periodische Strömungsablösung hinter einem umströmten Kreiszylinder lässt sich gut in einem Windkanal durch die Einleitung eines geeigneten kontrastreichen Fluids darstellen. Die Strömung wird in einem Windkanal der Eiffel-Bauweise erzeugt, zur Sichtbarmachung wird stromauf des Zylinders verdampftes Öl eingeblasen, das die stromab entstehende periodische Ablösung durch den eingeleiteten Dampf sichtbar werden lässt. Mit der gleichen Technik lassen sich auch komplexere Strömungsvorgänge, zum Beispiel bei Modellen von Bauwerken oder Transportmitteln wie Schiffen, Flugzeugen oder Kraftfahrzeugen darstellen.

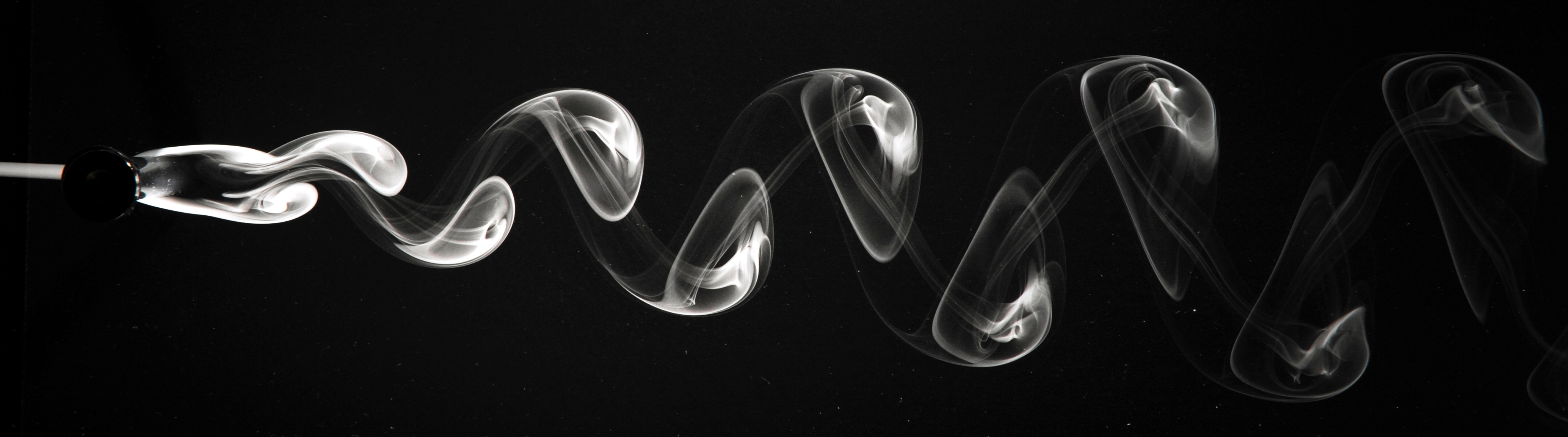
Sichtbarmachung der periodischen Strömungsablösung hinter einem umströmten Kreiszylinder mittels Öl-Dampfeinleitung bei kleiner Reynoldszahl.

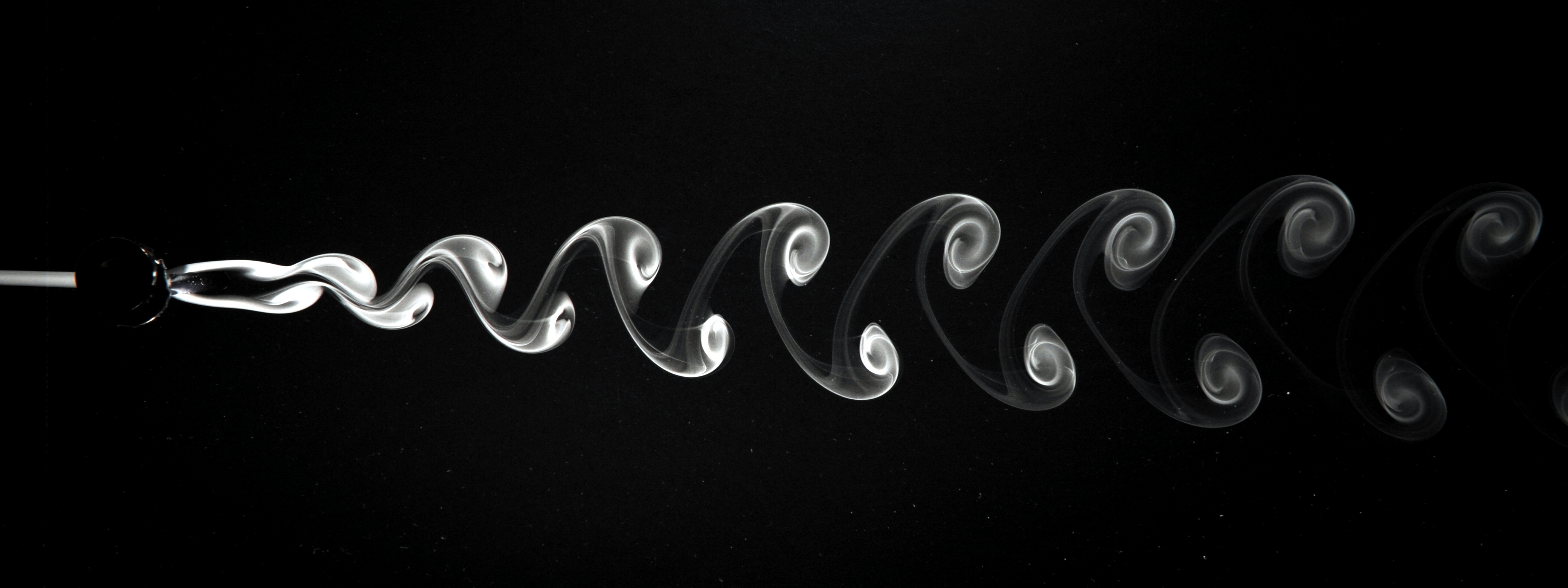
Sichtbarmachung der periodischen Strömungsablösung hinter einem umströmten Kreiszylinder mittels Öl-Dampfeinleitung bei größerer Reynoldszahl.

### Farbe in Wasserströmungen
Wird einer Wasserströmung ein Farbstoff beigefügt, lassen sich Ausbreitungsvorgänge und Durchmischungsprozesse sichtbar machen. Bei dieser Technik muss beachtet werden, dass in einem geschlossenen Kreislauf die Durchfärbung des gesamten Flüssigkeitvolumens eintritt. Das Wasser muss entweder komplett ausgetauscht werden oder es besteht die Möglichkeit, dass sich der Farbstoff zersetzt und so der Sichtbarmachungsvorgang nach einiger Zeit wiederholt werden kann.

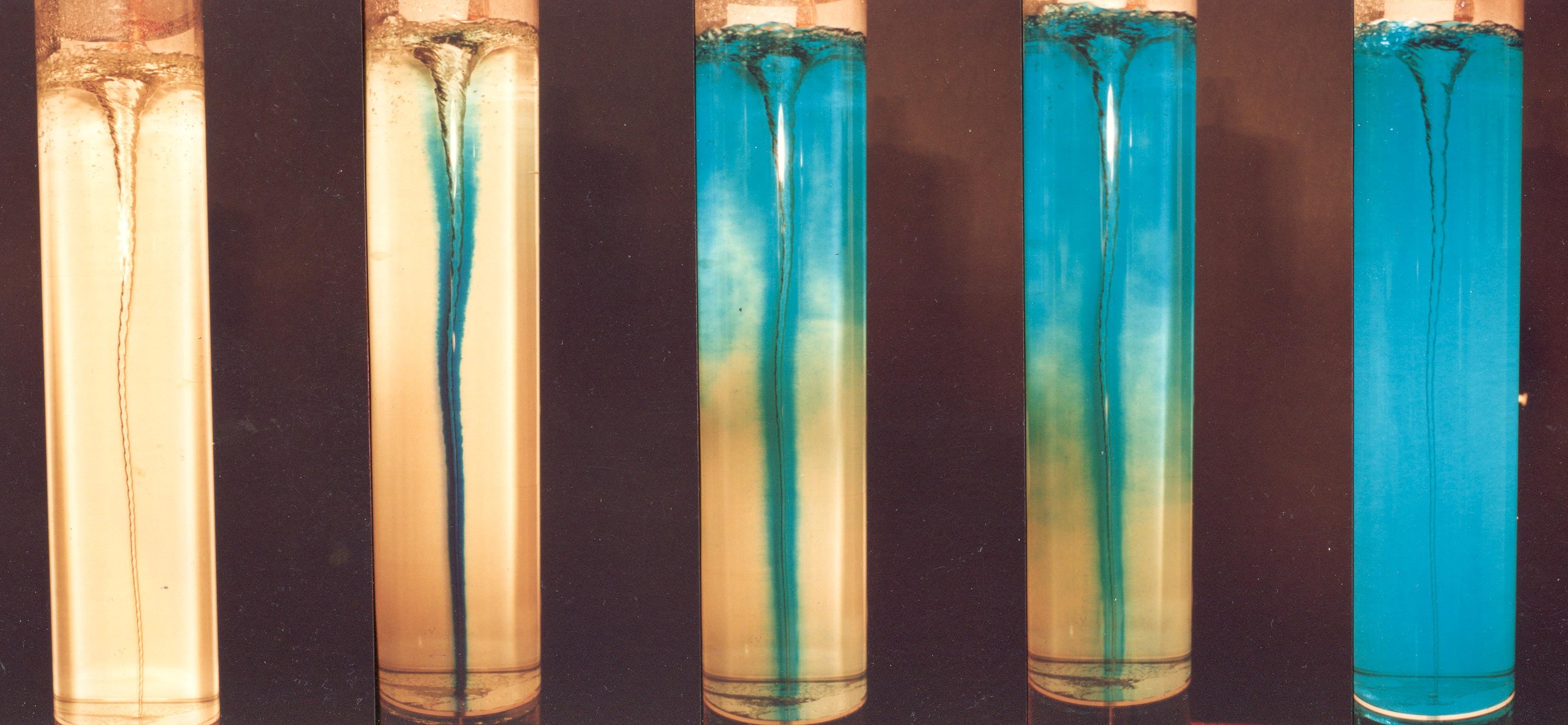
Durchmischung in einem Wirbelsystem in Wasser. Einem Abflusswirbel wird ein blauer Farbstoff zugefügt. Die Abbildung zeigt eine Zeitreihe der Entwicklung des Vermischungsvorgangs, der in Sekundenbruchteilen stattfindet.

### Gasbläschen in Wasserströmungen
In Wasser lassen sich mittels feinster Gasbläschen (Wasserstoff oder Sauerstoff) Strömungsvorgänge gut visualisieren. Mittels eines feinen Drahts wird stromauf des zu untersuchenden Objekts mit einer geeigneten Spannungsquelle elektrolytisch Wasserstoff oder Sauerstoffbläschen erzeugen. Die Gasbläschen müssen so klein sein, dass sich trotz den Auftriebs, den sie durch ihre wesentlich geringere Dichte im Vergleich zu Wasser einstellt, im Bereich der Betrachtung keine wesentlich Eigenbewegung der Gasblasen erfolgt. Da bei dieser Methode durchsichtige Objekte wie hier das NACA-Tragflügelmodell 0009 verwendet werden müssen, um beide Seiten der Modellumströmung sichtbar zu machen, ergeben sich komplizierte Beleuchtungsverhältnisse. Der verwendete Lichtschnitt führt teilweise zu unbeabsichtigten Streuungen durch das Versuchsobjekt.

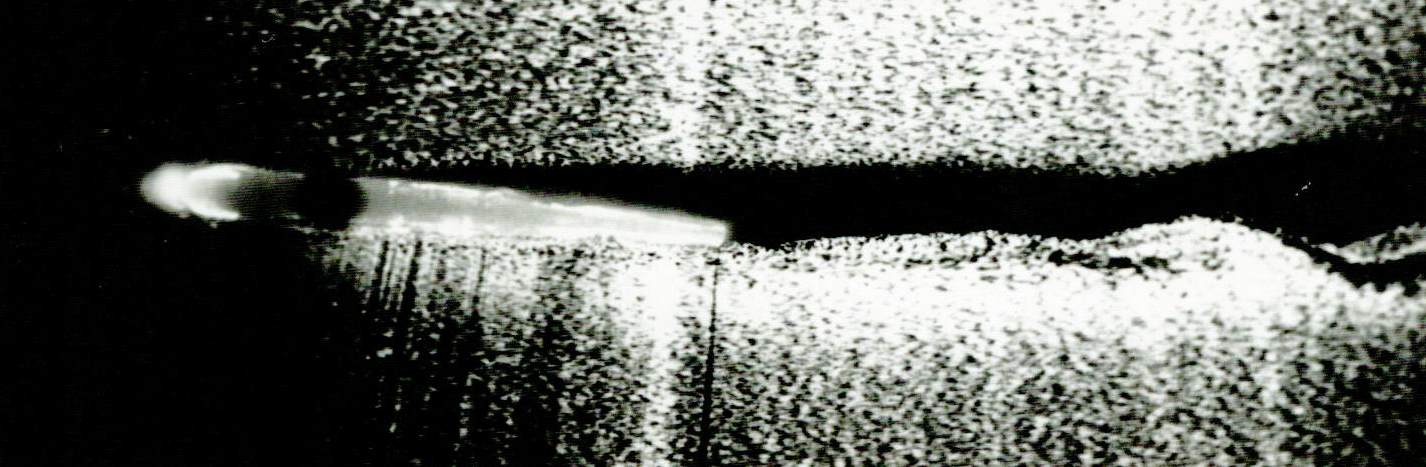
Sichtbarmachung der Umströmung eines Flügelprofils mittels feinster Gasbläschen, kleiner Anstellwinkel.

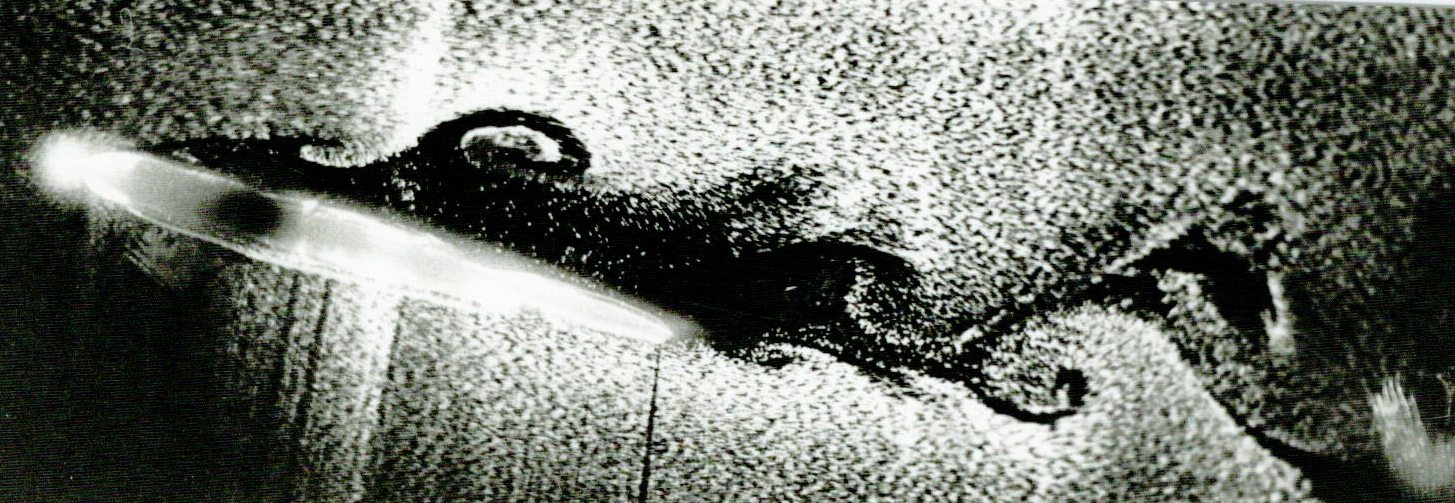
Sichtbarmachung der Umströmung eines Flügelprofils mittels feinster Gasbläschen, mittlerer Anstellwinkel.

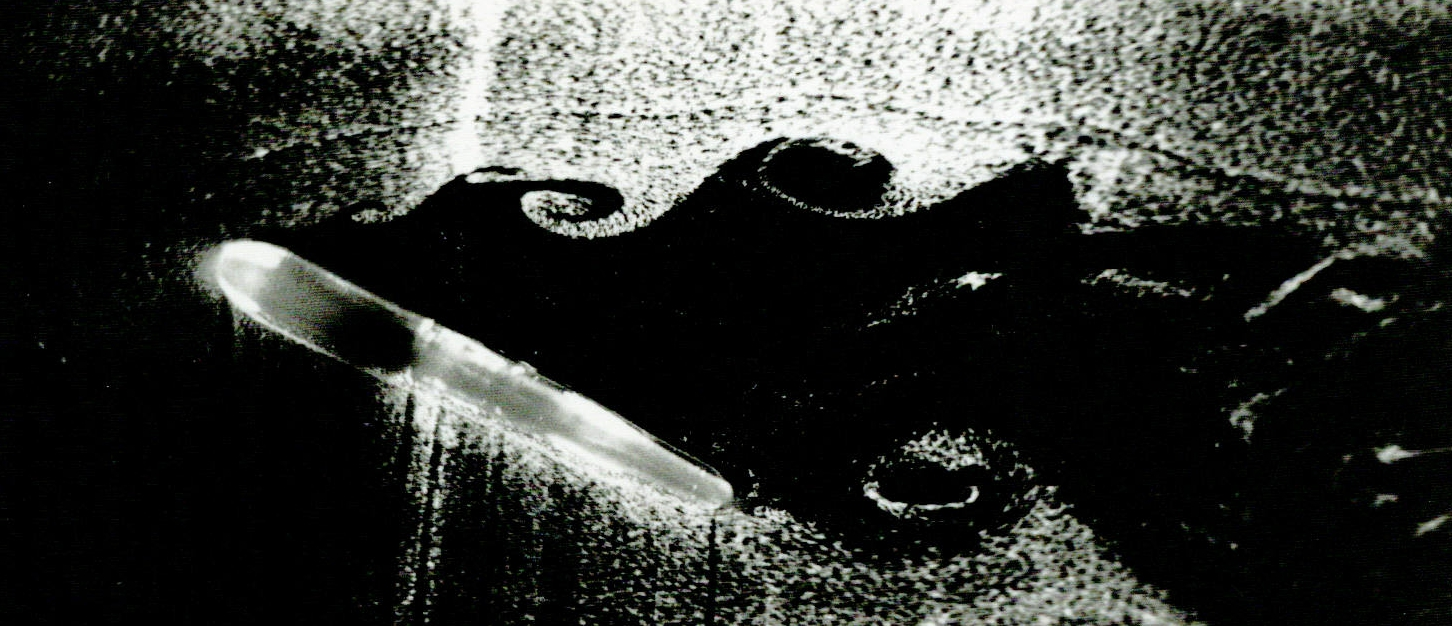
Sichtbarmachung der Umströmung eines Flügelprofils mittels feinster Gasbläschen, großer Anstellwinkel.

### Partikeln auf der Wasseroberfläche
Werden auf die Wasseroberfläche feinste Partikel (Aluminium-Pulver oder Bärlapp-Samen) gestreut, lassen sich ebenfalls Strömungsvorgänge sichtbar machen. Die Abbildung zeigt die Strömung, die durch das Bewegen eines Zylinderstabes durch eine ruhende Wasseroberfläche entsteht.

### Partikel und Farbstoff in Wasser
Die Mischung von geeigneten Partikeln und Farbstoff kann zur Sichtbarmachung von Wirbelsystem verwendet werden, da sich so auch dreidimensionale Phänomene visualisieren lassen. Die Abbildung zeigt das als Taylor-Instabilität bezeichnete Phänomen, das sich ausbildet, wenn in einem zylinderförmigen Gefäß ein Zylinder mit geringer Spaltweite rotiert. Dabei bilden sich ringförmige Wirbelsysteme, eine Taylor-Couette-Strömung aus, die gleichmäßig verteilt über der Höhe der Zylinder auftritt.

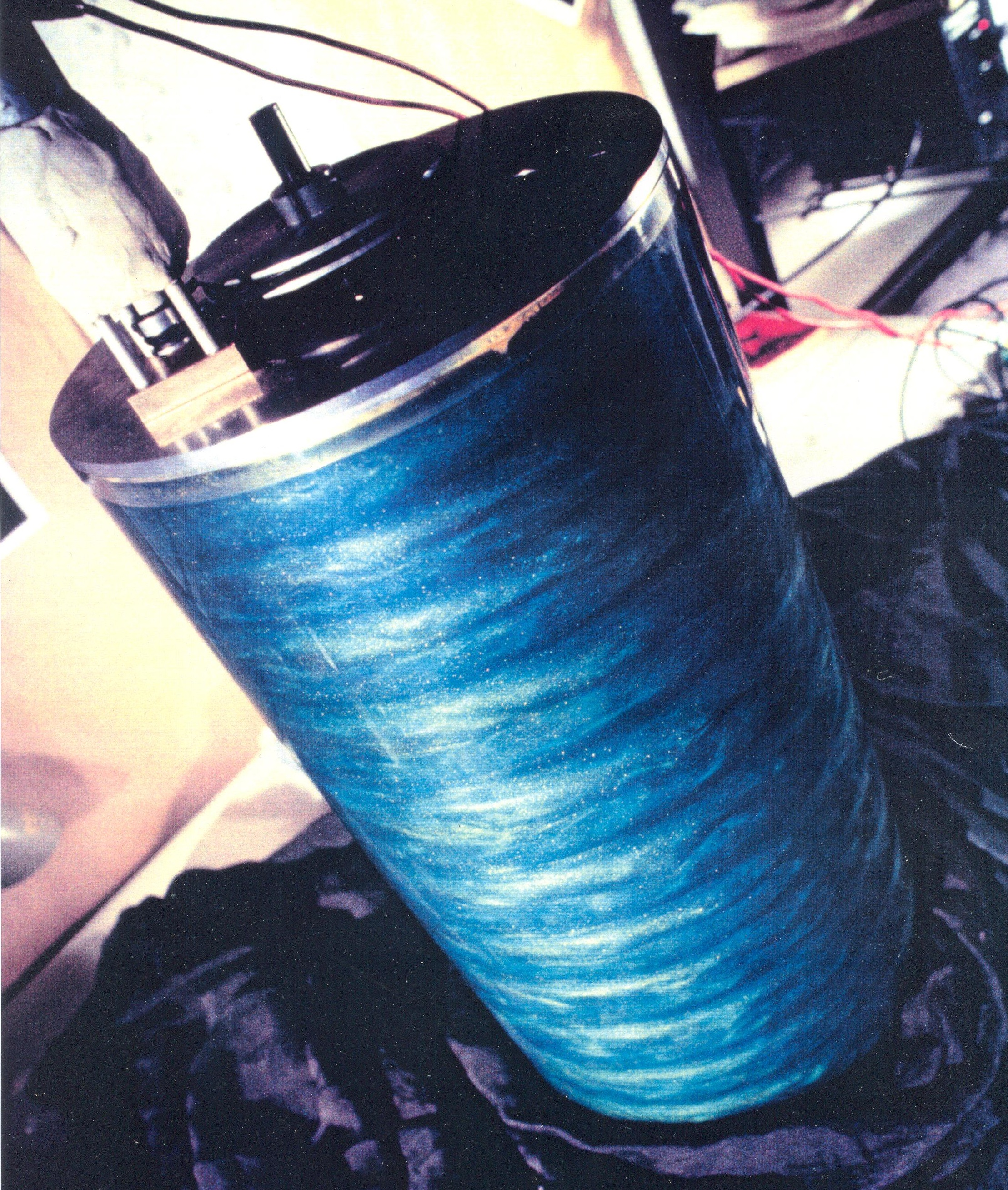
Durch die Zugabe von Farbstoff und Partikeln lassen sich Strömungsvorgänge in dem Spalt der beiden Zylinder sichtbar machen.

### Farbanstrich in Luftströmungen
Die Strömung direkt auf der Oberfläche von umströmten Körpern ist in der experimentellen Strömungsmechanik von großem Interesse. Bei den untersuchten Objekten kann es sich um Flugzeugmodelle, Teile von Flugzeugen (wie der Tragflächen) oder auch Kraftfahrzeuge oder Schiffe handeln. Die Anstrichtechnik kann Aufschluss über die Strömungsformen laminar und turbulent geben, es können die Strömungsrichtung auf dem Objekt, Sekundärströmungen und Ablösungen sichtbar gemacht werden. Die Abbildung zeigt die Strömungssichtbarmachung auf der Oberseite eines Flügelmodells in einem Windkanal. Das Flügelmodel (Anströmung im Bild von unten nach oben) hat eine schwarze Oberfläche, auf die ein Anstrich aus einer mit Petroleum stark verdünnten Titandioxid-Ölfarbe aufgetragen wurde. Wird der Flügel angeströmt, bilden sich charakteristische Muster aus, die mit entsprechendem Vorwissen interpretiert werden können. Auf der Abbildung ist im unteren Bildbereich ein aufgeklebtes Zackenband zu sehen. Oberhalb des Zackenbandes bildet sich eine feine streifenartige Struktur aus – dies ist eine turbulente Überströmung, die durch das Vorhandensein des Zackenbands erzwungen wird. Rechts und links des Zackenbands ist eine weniger stark gestreifte Struktur ausgebildet, die eine laminare Strömung anzeigt. Rechts im Bild ist auf dem Flügelmodell auf dem weißen Streifen die relative Profiltiefe aufgetragen (0 entspricht der Vorderkante, 100 der Hinterkante des Flügelprofils). Bei ca. 50 % der Profiltiefe ist der natürliche Umschlag der laminaren in turbulente Strömung zu sehen.
Diese Sichtbarmachungsmethode muss sorgfältig ausgeführt werden, wird zu viel Farbe oder zu zähflüssige Farbe aufgetragen, beeinflusst dies die Strömung und das Ergebnis spiegelt nicht die tatsächlichen Umströmungsbedingungen wider. Die Konsistenz der verwendeten Farbe und die verwendete Auftragstechnik muss in Vorversuchen bestimmt werden.

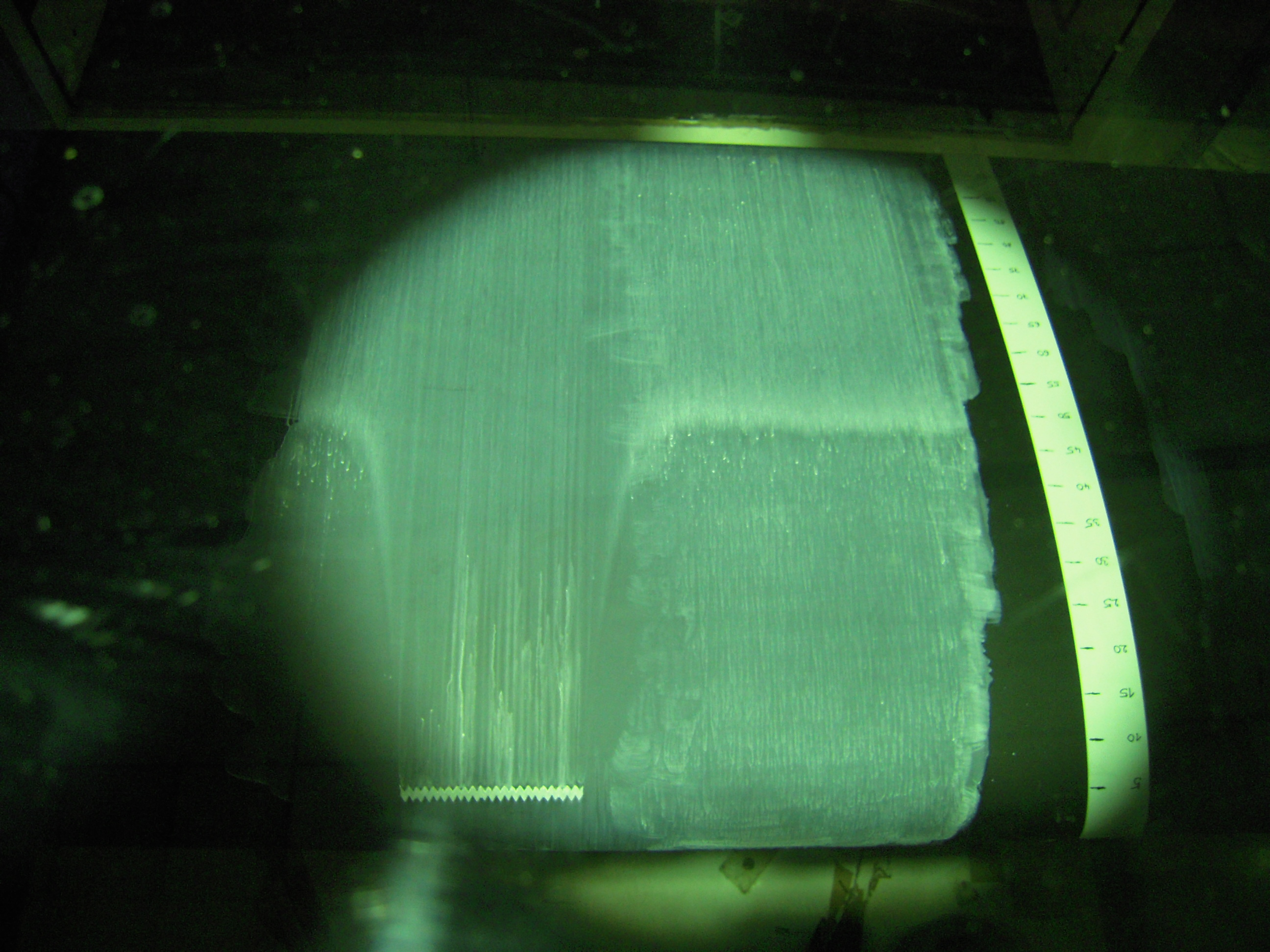
Sichtbarmachung der Strömung auf einem NACA-Tragflügelprofil 0017 im Windkanal. Als Sichtbarmachungs-Technik wurde ein Anstrich aus Petroleum und weißer Ölfarbe verwendet.